# ريتشارد نورتن (ممثل)
ريتشارد نورتن (بالإنجليزية: Richard Norton)‏ هو منتج أفلام ولاعب كاراتيه وممثل أسترالي، ولد في 6 يناير 1950 في أستراليا.

## أعمال

### أفلام
- (1985) أميركان نينجا
- (1997) مستر نايس جاي[4]
- (2015) فيوري رود[5][6][7][8][9]

### مسلسلات
- جوال تكساس ووكر

## وصلات خارجية
- ريتشارد نورتن على موقع IMDb (الإنجليزية)
- ريتشارد نورتن على موقع ألو سيني (الفرنسية)
- ريتشارد نورتن على موقع أول موفي (الإنجليزية)
- ريتشارد نورتن على موقع قاعدة بيانات الأفلام السويدية (السويدية)
- ريتشارد نورتن على موقع قاعدة بيانات الفيلم (الإنجليزية)
- ريتشارد نورتن على موقع كينوبويسك (الروسية)